# Jomalvik kanal

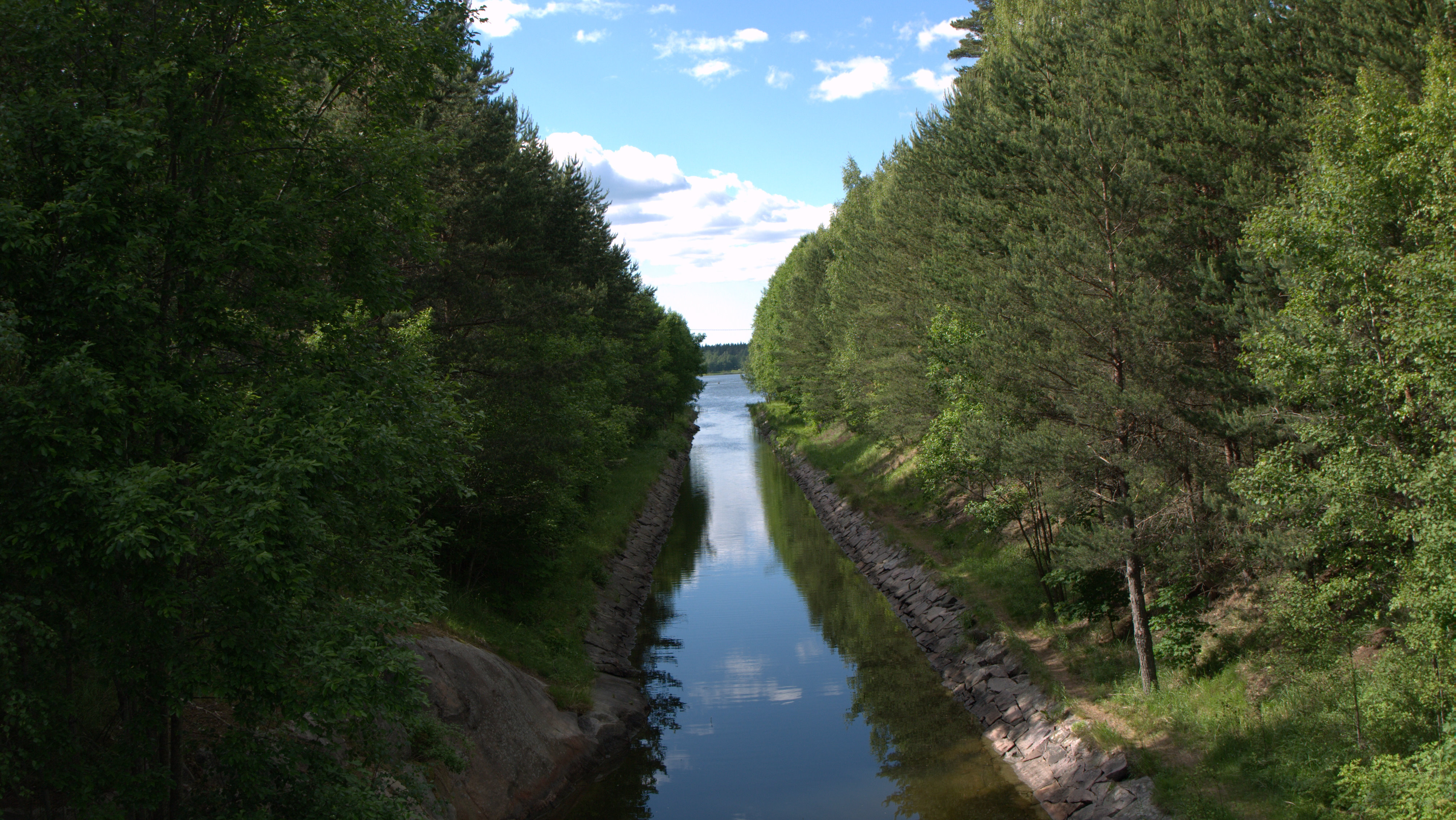
Jomalvik kanal mot norr.

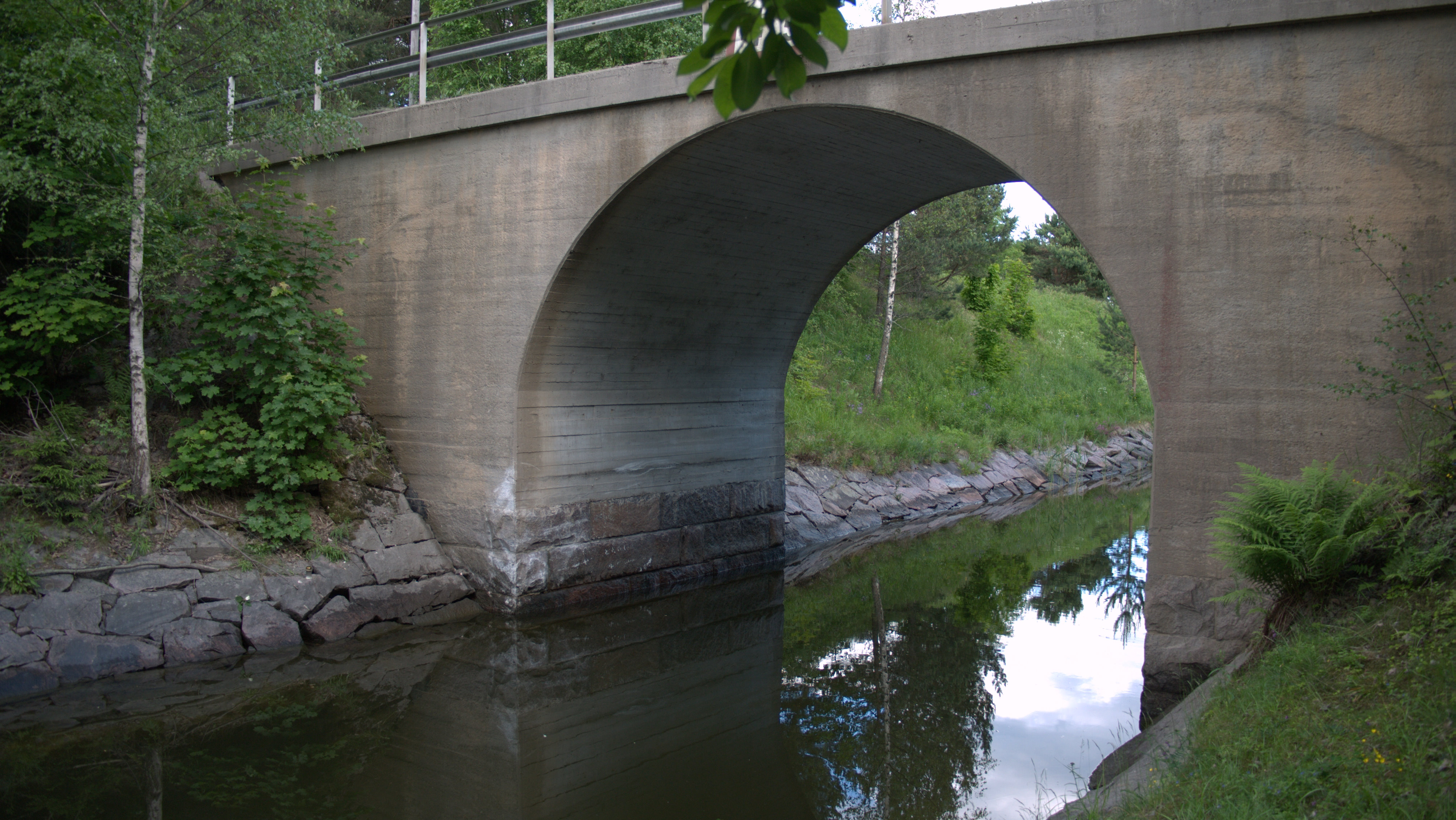
Bron över Jomalvik sedd från västra stranden.

Jomalvik kanal är en kanal 4 km söder om Ekenäs i Raseborgs stad i landskapet Nyland. Kanalen leder från Edesviken till Jomalviken och går igenom näset som binder ihop Gullö med Degerö. Kanalen är 470 meter lång, fardjupet är endast 0,6 meter och verkliga djupet 1,0 meter. Bredden är under 4 meter och den seglingsfria höjden 4,5 meter på grund av en bro. 
Kanalen började byggas på ett initiativ av riksdagsledamot John Österholm 1934 för att förkorta vägen in till centrum för skärgårdsborna som annars tvingades runda Gullö, vilket innebar en förkortning av resan med cirka 10 km. Då planeringen var klar började bygget i slutet av 1937 och utfördes av frigivna arbetslösa fångar. Arbetet avbröts av kriget 1939 och återupptogs först 1948. På grund av det långa uppehållet måste en del avsnitt grävas på nytt på grund av ras. Muddringarna pågick till 1950. Kanalen kunde slutligen öppnas 20 juni 1951. Det ursprungliga djupet var 1,7 m.

## Båtolyckan
Den 18 juni 2010 inträffade en båtolycka i Jomalviks kanal där en motorbåt i hög hastighet törnade mot brofästet till bron över kanalen varvid en person dog. Den finländske racerföraren Jyrki Järvilehto, bättre känd som JJ Lehto, skadades allvarligt i olyckan. Järvilehto dömdes i tingsrätt till fängelse för att alkoholpåverkad och i hög fart ha kört sin motorbåt och orsakat sin väns död men frikändes 30 november 2012 i Åbo hovrätt då det inte ansågs bevisat att Järvilehto kört båten.